# 서산 김두징 묘비
서산 김두징 묘비(瑞山 金斗徵 墓碑)는 대한민국 충청남도 서산시에 있는, 조선시대 중기 사람인 김두징(1646∼1678) 선생의 묘비이다. 1995년 10월 7일 충청남도의 유형문화재 제146호로 지정되었다.

## 개요
조선시대 중기 사람인 김두징(1646∼1678) 선생의 묘비이다.
김두징 선생은 그의 넷째 조부인 김홍욱이 효종의 격분을 산 탓에 그도 벼슬에 오르지 못하고 평생 학업에만 열중한 인물로, 사망 후에야 이조참판 관직을 받게 되었다.
비는 받침돌 위로 비몸을 세우고 지붕돌을 얹은 형태이다. 비받침은 높직하고 네모지며 4면에 구름모양조각을 하였고 윗면에는 연꽃모양을 새겨 넣었다. 비몸의 석재는 중국의 희귀한 바닷돌을 이용하여 세웠다. 비몸에는 각 면마다 윗부분에는 묘비명을, 아래부분에는 비문을 새겼는데 글씨와 조각솜씨가 매우 뛰어나다. 지붕돌은 밑면에 목조건축물을 모방한 여러 조각을 새기고, 윗면에는 두 마리의 용이 서로 엉켜 웅크리고 있는 형상을 조각하였다.
영조 때 대사헌·공조판서·부제학·도승지 등을 역임한 그의 아들 김유경이 조선 경종 1년(1721)에 지극한 효심으로 세운 비이다.

## 참고 자료
- 서산김두징묘비 - 국가유산청 국가유산포털